# Прикраса

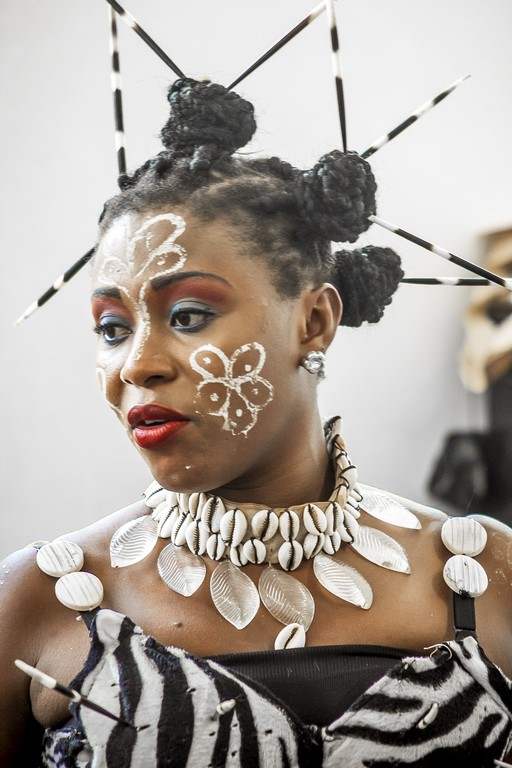
Прикраси нігерійської жінки.

Прикраса — об'єкт чи суб'єкт, що своєю наявністю надає, підсилює чи виділяє відчуття естетичної краси, досконалості.

## Історія
Археологічні знахідки свідчать, що одними з найдавніших прикрас були насіннєві та мушлеві намистини, створені ще в пізньому кам'яному віці (близько 70 тис. років тому) на території сучасної Південної Африки. З розвитком металургії почали з'являтися металеві прикраси — золото, срібло, бронза, які свідчили про технологічний рівень і соціальний статус їхніх власників.

## Типи прикрас
Серед найпоширеніших форм прикрас:
- Ювелірні прикраси: намиста, браслети, сережки, персні ітд.
- Косметика: макіяж, розфарбовування обличчя й тіла, фарбування волосся ітд.
- Модифікації тіла: татуювання, пірсинг, скарифікація  ітд.
- Зачіски: коси, стилізації волосся з додаванням елементів (намистини, стрічки) ітд.
- Головні убори: шалі, хустки, капелюхи ітд[4].